# Robert Graham (historien)
Pour les articles homonymes, voir Graham.
Robert Graham, né en 1958, est un écrivain et historien anarchiste canadien.
Il est l'éditeur scientifique de Anarchism : A Documentary History of Libertarian Ideas (Anarchisme : une histoire documentaire des idées libertaires), anthologie mondiale publiée en trois volumes, de 2005 à 2012.

## Publications

### En anglais
- (en) Anarchism : A Documentary History of Libertarian Ideas Volume One - From Anarchy to Anarchism (300 CE to 1939), Montréal/New-York/London, Black Rose Book, 2005, texte intégral.
- (en) Anarchism : A Documentary History of Libertarian Ideas Volume Two - The Emergence of the New Anarchism (1939 to 1977), Montréal/New-York/London, Black Rose Book, 2009, texte intégral.
- (en) Anarchism : A Documentary History of Libertarian Ideas Volume Three - The New Anarchism (1974-2012), Montréal/New-York/London, Black Rose Book, 2012, extraits en ligne.
- (en) We Do Not Fear Anarchy - We Invoke it' : The First International and the Origins of the Anarchist Movement, AK Press, 2015,  (ISBN 9781849352116), présentation éditeur.

### Articles
- (en) Harold Barclay, anthropologist of anarchy, Anarchist Studies, vol. 14, no 2, 2006, [lire en ligne].

### Traduits en français
- Anarchy v. Hierarchy (Anarchie contre hiérarchie), 29 juillet 2016, [lire en ligne].

- Fearless Anarchy (L’intrépide anarchie), 1er août 2016, [lire en ligne].

- Anarchy and Democracy (Anarchie et Démocratie), 4 juin 2017, [lire en ligne].